# Nesiotites hidalgo
Il toporagno gigante balearico (Nesiotites hidalgo) è una specie estinta di toporagno gigante vissuta sulle isole di Maiorca e Minorca, nelle Baleari.
Inizialmente, questi animali vivevano solamente sull'isola di Maiorca, dove condividevano l'habitat con altri animali come il ghiro gigante Hypnomis e la capra delle caverne Myotragus balearicus; quando, durante l'era glaciale, il livello del mare scese a tal punto che le due isole fossero collegate da un istmo, le specie di Maiorca si mossero fino all'inesplorata Minorca, già abitata da altre specie endemiche (come il lagomorfo gigante di Minorca), che però furono surclassate e si estinsero.
Nell'Olocene, con la fine dell'era glaciale e l'innalzamento del livello del mare, le due isole tornarono separate.
Questi animali si estinsero in un arco di tempo brevissimo, assieme alla maggior parte della fauna endemica balearica; questa estinzione improvvisa viene fatta coincidere co la colonizzazione delle isole da parte dell'uomo, che, cacciando questi animali ed introducendo predatori e specie competitrici per il cibo (capre, cani, ratti, maiali) ne avrebbe decretato la fine.